# Таймасовский сельсовет
Таймасовский сельсовет — муниципальное образование в Куюргазинском районе Башкортостана.
Административный центр — село Новотаймасово.

## История
- Согласно Закону о границах, статусе и административных центрах муниципальных образований в Республике Башкортостан имеет статус сельского поселения.
- Книга "ТАЙМАС", Амир Султангареев, изд. "Идел-Пресс", 270 стр., 2015 г. https://ebook.bashnl.ru/dsweb/Get/Resource-15092/КнигаТаймас%20(прошлое%20и%20настоящее)%20для%20НЭБ.pdf
- Книга "ЯЗМЫШ", Амир Султангареев, изд. "Идел-Пресс", 427 стр., 2013 г. https://ebook.bashnl.ru/reader/bookView.html?params=UmVzb3VyY2UtMTUwOTE/0JrQvdC40LPQsCDQr9KZ0LzRi9GIINC00LvRjyDQt9Cw0LzQtdC90Ysg0J3QrdCR

## Население
| 2002  | 2009  | 2010  | 2012  | 2013  | 2014  | 2015  |
| ----- | ----- | ----- | ----- | ----- | ----- | ----- |
| 1352  | ↗1355 | ↘1327 | ↗1346 | ↘1333 | ↘1300 | ↘1264 |
| 2016  | 2017  | 2018  |       |       |       |       |
| ↘1257 | ↘1230 | ↘1192 |       |       |       |       |

## Состав сельского поселения
| № | Населённый пункт | Тип населённого пункта       | Население |
| - | ---------------- | ---------------------------- | --------- |
| 1 | Новотаймасово    | село, административный центр | ↗579      |
| 2 | Ялчикаево        | деревня                      | ↗386      |
| 3 | Таймасово        | село                         | ↘313      |
| 4 | Лена             | деревня                      | ↘40       |
| 5 | Ульяновка        | деревня                      | ↘9        |

## Известные уроженцы
- Вахитов, Шавали Мухаметович (род. 15 декабря 1932) — животновод, мастер машинного доения, Герой Социалистического Труда[12].
- Султангареев, Рашит Гимранович (25 декабря 1935 — 5 ноября 2000) — башкирский писатель, публицист. Лауреат Республиканской премии имени Салавата Юлаева (1978)[13].
- Хусаинов, Хурмат Хамзиевич (10 марта 1920 — 11 ноября 1995) — командир орудия 435-го истребительно-противотанкового артиллерийского полка 8-й отдельной истребительно-противотанковой артиллерийской бригады 69-й армии 1-го Белорусского фронта, старшина, полный кавалер ордена Славы[14].
- Султангареев Амир Мигранович (род. 20 февраля 1958) - публицист, Член Союза писателей России и Башкортостана, Член Союза журналистов РФ и РБ (1997), заслуженный юрист Республики Башкортостан.